# Batalla del Berézina
La batalla del Berézina va tenir lloc durant la Invasió francesa de Rússia a les guerres napoleòniques, entre el 26 i el 29 de novembre del 1812, al riu Berézina, actualment a Belarús, entre l'exèrcit francès de Napoleó Bonaparte i els exèrcits russos de Mikhaïl Kutúzov, Peter Wittgenstein i Pàvel Txitxàgov.
La batalla va tenir lloc en ple hivern rus, a prop del poble Studianka, on les tropes franceses van aprofitar un gual per a construir dos ponts provisionals sobre el Berézina.

## Antecedents
El 14 de setembre (a les dues de la tarda), l'Emperador feu la seva entrada a l'antiga capital de Moscòvia, amb la seva guàrdia i el primer cos d'exèrcit. Napoleó entrà a una ciutat deserta, buidada de qualsevol mena de provisions pel seu governador, Fiódor Rostoptxín, pare de la cèlebre comtessa de Ségur. Van començar dos focs a Moscou, i destruïren la ciutat del 14 al 18 de setembre del calendari gregorià (2 al 6 de setembre del calendari julià). Moscou, construïda bàsicament amb fusta, cremà gairebé del tot, la qual cosa privà els francesos de llocs on posar-se a raser dins de la ciutat. El 18 d'octubre Napoleó començà la retirada. Assegut en una ciutat en ruïnes, sense haver rebut la capitulació de Rússia, i davant d'una maniobra de Rússia que l'obligava a sortir de Moscou, Napoleó va començar la seva llarga retirada.

## Batalla
El dia 26 de novembre, l'exèrcit francès començà a travessar el riu Berézina, però l'operació progressà massa a poc a poc. El general francès Jean-Baptiste Eblé va exhortar les tropes a accelerar el pas del riu en anunciar que els ponts serien incendiats el dia 29 al matí, per a bloquejar el pas a les tropes russes. Al moment d'incendiar-los, milers de persones, moltes malaltes i afeblides, van romandre abandonades del costat rus.
Els cossos dels mariscals Louis-Nicolas Davout i Eugeni de Beauharnais van creuar, deixant al IX cos del mariscal Claude Victor Perrin a retenir l'enemic a la riba est.

## Conseqüències
Tot i que els francesos van considerar la batalla com un èxit militar, el cost humà per la Grande Armée, estimat en més de 30.000 baixes, va ser enorme: un terç va caure sota les armes russes i la resta va morir de fam i de fred. En francès, el mot bérézina va esdevenir un sinònim de fracàs total amb massa desgast.

## La batalla del Berézina a les arts
La batalla va inspirar moltes obres d'art, com les pintures de January Suchodolski, les novel·les Guerra i pau de Tolstoi i Adieu! de Balzac, el Lied Beresinalied del compositor Friedrich Wilke amb lletra del poeta Ludwig Giseke, l'Obertura 1812 del compositor Piotr Ilitx Txaikovski…